# Gessie villastad

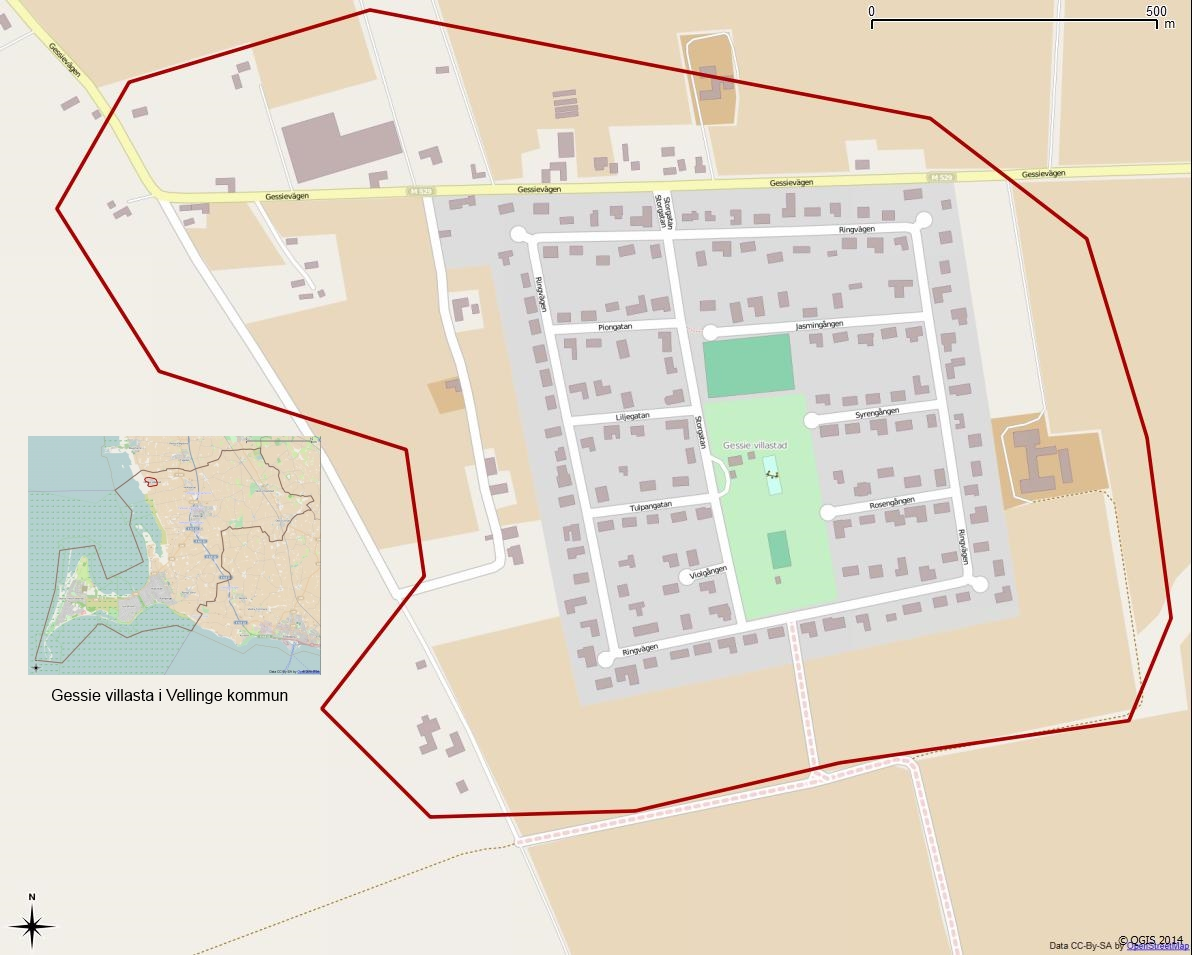
Tätorten Gessie villastads avgränsning 1990.

Gessie villastad är en tätort i Vellinge kommun i Skåne län.
Tätorten är ett villaområde nära havet, väster om småorten Gessie och nära gränsen till Malmö kommun.
Tätorten uppkom genom ett initiativ av sockerbruksarbetaren Axel Kristell i Fosie som samlade intresserade och bildade Föreningen Gessie Villastad som 1948 inhandlade ett markområde på 44 tunnland. Föreningen utverkade tillstånd för att bygga mindre sommarstugor på de 153 tomter som avstyckades. Dessa kunde i början av 1960-talet omvandlas till permanenta bostäder då avloppsfrågan löstes genom att leda avloppsvattnet till reningsverket i Klagshamn.

## Befolkningsutveckling
| Befolkningsutvecklingen i Gessie villastad 1980–2020                                | Befolkningsutvecklingen i Gessie villastad 1980–2020 | Befolkningsutvecklingen i Gessie villastad 1980–2020 | Befolkningsutvecklingen i Gessie villastad 1980–2020 | Befolkningsutvecklingen i Gessie villastad 1980–2020 |
| ----------------------------------------------------------------------------------- | ---------------------------------------------------- | ---------------------------------------------------- | ---------------------------------------------------- | ---------------------------------------------------- |
|                                                                                     |                                                      |                                                      |                                                      |                                                      |
| År                                                                                  |                                                      |                                                      | Folkmängd                                            | Areal (ha)                                           |
| 1980                                                                                | 1980                                                 |                                                      | 328                                                  |                                                      |
| 1990                                                                                | 1990                                                 |                                                      | 456                                                  | 40                                                   |
| 1995                                                                                | 1995                                                 |                                                      | 453                                                  | 43                                                   |
| 2000                                                                                | 2000                                                 |                                                      | 468                                                  | 43                                                   |
| 2005                                                                                | 2005                                                 |                                                      | 485                                                  | 43                                                   |
| 2010                                                                                | 2010                                                 |                                                      | 497                                                  | 44                                                   |
| 2015                                                                                | 2015                                                 |                                                      | 539                                                  | 54                                                   |
| 2020                                                                                | 2020                                                 |                                                      | 550                                                  | 54                                                   |
| Anm.: Ny tätort 1980. Namnändring 1990 från Gässie villastad till Gessie villastad. |                                                      |                                                      |                                                      |                                                      |